# Alfredo Meckievi
Alfredo César Meckievi (Dolores, Argentina, 29 de noviembre de 1953), popularmente conocido como Tati Meckievi, es un político argentino. Fue senador provincial por la Quinta Sección Electoral de la Provincia de Buenos Aires y miembro titular del Consejo de la Magistratura. Además, fue tres veces intendente municipal de la ciudad de Dolores, administrador general de Vialidad de la Provincia de Buenos Aires, diputado provincial por la Quinta Sección Electoral y ministro de Justicia de la Provincia de Buenos Aires.

## Información personal
Nació el 29 de noviembre de 1953 en la ciudad de Dolores. Cursó sus estudios en la escuela primaria N.º 10 Gral. José de San Martín y en el colegio secundario nacional Aristóbulo del Valle de Dolores.
Se recibió de abogado en la Facultad de Ciencias Jurídicas y Sociales de la Universidad Nacional de La Plata, donde comenzó su actividad política. Fue miembro de la Federación Universitaria por la Revolución Nacional (FURN) y luego de la Juventud Universitaria Peronista (JUP).
Desde 1981 desarrolló la actividad de abogado. Asesoró legalmente, además de particulares, al Sindicato Municipal de Dolores, el Sindicato de Luz y Fuerza de Dolores, el Banco Alas sucursal Dolores y el Banco de la Nación Argentina.
También se desempeñó como profesor de enseñanza media en las cátedras de Historia e Instrucción Cívica en el colegio nacional Aristóbulo del Valle y la escuela normal Victoriano E. Montes de Dolores.

## Actividad política
Alfredo Meckievi fue elegido Concejal por el Partido Justicialista durante el período 1983-1985 en el Honorable Concejo Deliberante de Dolores. Entre 1985-1989 fue concejal por el FREJUDEPA, período en el que además se desempeñó como Asesor del Honorable Senado de la Provincia de Buenos Aires.
Presidió el Partido Justicialista de Dolores en los períodos 1991-1995, 1995-1999, 1999-2003. También fue Consejero del Partido Justicialista de la Provincia de Buenos Aires en los períodos 1991-1995, 1995-1999, 1999-2003 y 2003-2007. Además, fue Congresal Nacional del Partido Justicialista y Congresal Provincial del Partido Justicialista. 
Durante su tercer mandato como Intendente de Dolores, realizó la recopilación y edición del libro "Nomeolvides (que no te olvidaré)".

## Intendente de Dolores 1991 y 1995
Elecciones 1991, Dolores:
| Candidato           | Partido                      | Votos | %     |
| ------------------- | ---------------------------- | ----- | ----- |
| Alfredo Meckievi    | Frente Justicialista Federal | 6.359 | 44,75 |
| Juan Carlos Valente | Unión Cívica Radical         | 4.074 | 28,67 |
|                     | Resto de partidos políticos  | 3.777 | 26,00 |

Elecciones 1995, Dolores:
| Candidato           | Partido                      | Votos | %     |
| ------------------- | ---------------------------- | ----- | ----- |
| Alfredo Meckievi    | Frente Justicialista Federal | 8.280 | 58,62 |
| Juan Carlos Valente | Unión Cívica Radical         | 2.586 | 18,31 |
| Edgardo Chiavaro    | Frente País Solidario        | 2.402 | 17,00 |

Electo Intendente Municipal del Partido de Dolores durante el período 1991-1995, representando al Partido Justicialista Federal y reelecto en 1995, siendo Intendente hasta 1999. 
Durante esos ocho años se crearon en la Municipalidad de Dolores la Dirección de Minoridad y Tercera Edad, el Centro de Prevención y Asistencia de las Adicciones, el Consejo Social Municipal, el Consejo Asesor Municipal para Discapacitados, la Dirección de la Producción y el Ente Municipal de Medio Ambiente.
Se recuperó el parque Libres del Sur, se construyeron el Anfiteatro, el paseo de la Estación, el Museo de la Ciudad, el autódromo municipal de Dolores, el Canal de La Picasa y los Jardines de Infantes N.º 905 y N.º 906. También se crearon las Salas de Atención Primaria de Salud en las Escuelas N.º 15 y N.º 5 y en el barrio de la Estación.
Se erigió el Distribuidor de Tránsito de Acceso a Dolores por calle Lamadrid. Se realizó el 90% del asfaltado existente en el distrito. Se remodelaron las Plazas Castelli, Moreno y Belgrano. Se forestó con más de 9000 árboles la ciudad..[cita requerida]
Se creó el Hogar Madrecitas para menores embarazadas o con hijos. Y la construcción de viviendas en este período, superó la cantidad construida por todas las gestiones anteriores sumadas..[cita requerida]
Como intendente municipal, Alfredo Meckievi creó la Fiesta Nacional de la Guitarra. Instituyó el 21 de agosto de 1817 como el Día de la Fundación de la Ciudad y como "Primer Pueblo Patrio".[cita requerida]
Creó la Casa del estudiante Femenino en La Plata y brindó un servicio de Atención de Urgencias Médicas para todos los estudiantes dolorenses en la ciudad de La Plata. Creó la Escuela Municipal de Arte, la banda municipal de música y la Recuperación de su histórico edificio, el coro municipal Honorio Sicardi y la Unidad Académica de la Universidad de la Atlántida Argentina..[cita requerida]
En el transcurso de su primer y segundo mandato, “Tati” llevó a Dolores la Regional de Policía, creó el Juzgado Federal, la Delegación de Policía Federal, el Comando de Patrulla, la Comunidad Terapéutica, el Centro IDEB Dolores y la Delegación CORES. Además reubicó y brindó asistencia al ex jardín maternal Pinocho, a través de un convenio con el club de servicio 2 de Abril.

## Ministro de Justicia de la Provincia
Desde el 3 de septiembre de 2002 hasta el 10 de diciembre de 2003 Alfredo Meckievi se desempeñó como ministro de Justicia de la Provincia de Buenos Aires. 
Durante la gestión, se elevaron 88 propuestas al Gobernador para designación de Magistrados y Funcionarios en el Poder Judicial Provincial. Además en el área de Justicia, se trabajó en los siguientes proyectos:
• Proyecto de Ley “certiorari”; sancionado y promulgado como Ley 12.961.
• Proyecto de Ley modificando la Ley de enjuiciamiento de Magistrados y Funcionarios; sancionado y promulgado como Ley 13.086.
• Anteproyecto de Ley instaurando la Conciliación como medio de solución de conflictos.
• Proyecto de Ley ampliando la competencia de la Justicia de Paz Letrada; sancionado y promulgado como Ley 13.078.
• Proyecto de Ley modificando el trámite del Recurso de Casación Penal; sancionado y promulgado como Ley 13.057.
• Proyecto de Ley Reforma del Código Procesal Penal; sancionado y promulgado como Ley 13183.
• Proyecto de Ley creando cinco Tribunales de menores (desdoblamiento de los Departamentos Judiciales de Azul, Dolores, Junín, San Nicolás y Trenque Lauquen)
• Proyecto de Ley creando dos Salas para el Tribunal de Casación Penal.
• Proyecto de Ley modificando Régimen del personal del Servicio Penitenciario.
• Proyecto de Ley creando Juzgados de Familia en los Departamentos Judiciales de Azul, Dolores, Junín, Mercedes, Necochea, Pergamino, Trenque Lauquen y Zárate Campana.
• Proyecto de Ley modificando Código y Fuero Contencioso Administrativo; sancionado y promulgado como Ley 13.101.
• Anteproyecto de Ley Nuevo Código de Faltas Municipales.
• Anteproyecto de Ley creando el Cuerpo de Jueces Suplentes.
• Proyecto de Ley otorgando al sistema penal de la Provincia de Buenos Aires competencia en la investigación y represión de delitos vinculados al tráfico y consumo de drogas; elevado al Gobierno Nacional.
• Proyecto de Ley otorgando al sistema penal de la Provincia de Buenos Aires competencia en la investigación y represión del delito de secuestro extorsivo; elevado al Gobierno Nacional.
• Proyecto de Ley incorporando al Código Penal de la Nación la figura de tentativa de secuestro extorsivo; elevado al Gobierno Nacional. 
Fueron celebradas los días 11 y 12 de julio de 2003 en la ciudad de Necochea las Jornadas sobre Justicia Penal, organizadas conjuntamente con el Honorable Senado de la Provincia de Buenos Aires. A las mismas asistieron más de quinientos Magistrados y Funcionarios judiciales del Fuero Penal, Legisladores y abogados de la matrícula. Dicho encuentro generó un espacio de análisis y debate, arribando a conclusiones referentes a la reforma al Código Procesal Penal. Cabe destacar que el Sr. Gobernador, Ing. Felipe Solá asistió, dando inicio al evento, que fue declarado de interés provincial tanto por el Poder Ejecutivo como el Poder Legislativo.
La Jornada sobre Justicia Municipal de Faltas fue celebrada el 29 de agosto de 2003 en la ciudad de San Pedro, organizada conjuntamente con la Honorable Cámara de Diputados de la Provincia de Buenos Aires. A dicho evento concurrieron más de ciento treinta personas; entre ellos Jueces de Faltas Municipales, Funcionarios Municipales y abogados de la matrícula. Se analizaron diversos aspectos de la Justicia Municipal de Faltas, entre ellos, la posible modificación y “aggiornamiento” del Código ritual. La Jornada contó en su apertura con la presencia del Presidente de la Honorable Cámara de Diputados, Dr. Osvaldo Mércuri y el Procurador General de la Suprema Corte de Justicia de la Provincia de Buenos Aires, Dr. Eduardo M. De La Cruz, entre otros funcionarios y legisladores provinciales.
Se firmó el “Convenio de colaboración Interinstitucional en Mediación” el día 19 de septiembre de 2003, con el Sr. Procurador General de la Suprema Corte de Justicia, Dr. Eduardo M. De La Cruz. En vista que tanto la Procuración General de la Suprema Corte, como el Ministerio de Justicia tienen como objetivo común la promoción, divulgación y desarrollo de mecanismos de resolución de conflictos (entre ellos la mediación) a través de la firma de este instrumento se propicia un Curso para formar mediadores en los ámbitos municipales. El mismo fue declarado de Interés Provincial y se dictó durante los meses de octubre y noviembre de 2003.
En el área de Política Penitenciaro, entre otras acciones, se inauguraron módulos para internos católicos en la Unidad N.º 15 de Mar del Plata con una capacidad de 120 plazas; en la Unidad N.º 26 de Lisandro Olmos con capacidad de 80 plazas; en la Unidad N.º 27 de Sierra Chica con capacidad de 60 plazas. También se inauguraron módulos para alojamiento de internos residentes con patologías neuropsiquiátricas en la Unidad N.º 10 de Melchor Romero con 150 plazas.
Se inauguró la Unidad N.º 38 de Sierra Chica (Centro de Artes y Oficios) con una capacidad de 700 plazas; la Unidad N.º 37 de Barker (Centro de Formación Agrotécnica y Microgranjas) con 700 plazas; la Unidad 36 de Magdalena (Centro Educacional) con una capacidad de 700 plazas; la Unidad N.º 18 de Gorina (Centro de Recuperación para Drogodependientes) con 700 plazas.
Se puso en marcha la obra de la Unidad N.º 19 de Saavedra (Centro de Formación Agrotécnica y Microgranjas) con una capacidad de 700 plazas. Se designaron aproximadamente 2000 guardiacárceles. Se inauguró un Centro de Formación Profesional en la Casa del Liberado de La Plata.
Se inauguraron módulos de alojamiento de bajo costo en la Unidad N.º 28 de Magdalena, la Unidad N.º 23 de Florencio Varela, la Unidad N.º 24 de Florencio Varela, la Unidad N.º 15 de Mar del Plata, la Unidad N.º 9 de La Plata, la Unidad N.º 21 de Campana, la Unidad N.º 2 de Sierra Chica, la Unidad N.º 13 de Junín, la Unidad N.º 3 de San Nicolás, con una capacidad de 120 plazas.
También se inauguró un Centro de Formación Profesional para 120 detenidos en la Unidad N.º 1 de Lisandro Olmos. Así como la Subdelegación del Patronato de Liberados en Trenque Lauquen, la Subdelegación del Patronato de Liberados en Tandil. 
Se puso en marcha el programa “Cumple Feliz”, destinado a celebrar los cumpleaños de los hijos de las internas alojadas en las Unidades Carcelarias de la Provincia. Se firmó un convenio con el Ministerio de Economía de la Nación, a través de la Secretaría de Política Económica, para solventar los estudios técnicos necesarios para determinar las potencialidades de explotación de la cantera de Sierra Chica. Y se obtuvo el registro de la marca “Hecho en la cárcel” a fin de poder comercializar de manera empresarial los productos elaborados en el ámbito del Servicio Penitenciario Bonaerense.

## Vuelta a la intendencia de Dolores (2003-2007)
Elecciones 2003, Dolores:
| Candidato                         | Partido                               | Votos | %     |
| --------------------------------- | ------------------------------------- | ----- | ----- |
| Alfredo César Meckievi            | Partido Justicialista                 | 7.258 | 49,64 |
| Camilo Etchevarren                | Unión Cívica Radical                  | 6.758 | 46,22 |
| Ana Lía Vilgré La Madrid de Facio | Alianza Frente Unión por Buenos Aires | 234   | 1,60  |

En 2003 “Tati” Meckievi ganó las elecciones, resultando nuevamente intendente municipal de Dolores hasta el 10 de diciembre de 2007.